# Juan Blas y Ubide
Juan Blas y Ubide (Calatayud, 1852-Calatayud, 1923) fue un abogado, escritor, dialectólogo y político español. 

## Biografía
Nacido en 1852 en Calatayud, realizó los estudios primarios con un monje cisterciense del Monasterio de Piedra y del Monasterio de San Lorenzo de El Escorial, y después cursó las carreras de Derecho y Filosofía en Zaragoza. 
El gran interés por un pleito que tuvo que defender por su oficio y quizá por el éxito de la novela de Luis María López Allué Capuletos y Montescos, le hicieron escribir otra gran novela de costumbres aragonesas bajo el título de Sarica la borda en 1904 y reeditada en 1993, que es una de las mejores narraciones aragonesas de estos años. Está ambientada en Cerrillares (Maluenda). 
Persona de orden, carlista y de derechas, huyó a Bayona con la proclamación de la Primera República en 1873, volviendo dos años después a Madrid, para impartir Retórica. Redacta en esta época un vocabulario dialectal del aragonés residual de Calatayud.
Vuelve a Calatayud donde funda el Círculo Católico de Obreros y el periódico La Derecha, enseñando Retórica y Poética en el Colegio de Correa. Años después fallecerá en Calatayud.

## Publicaciones
- Las caracolas cuentos aragoneses. Zaragoza, Abadía y Capapé, 1908; 148 pág.
- El Licenciado de Escobar: Novela. Zaragoza, Mariano Escar, 1904; 227 pág.
- Sarica la Borda: Novela de costumbres aragonesas. Zaragoza, Mariano Escar, 1904; 429 pág. (Reeditada en Zaragoza : La Val de Onsera, 1993)
- Modismos dialectales de Calatayud : (1877) : edición facsimilar / recogidos por D. Juan Blas y Ubide ; introduzión de Óscar Latas Alegre. Huesca : Publicazions d'o Consello d'a Fabla Aragonesa, 2007; 66 p.